# نلو دی کوستانزو
نلو دی کوستانزو (انگلیسی: Nello Di Costanzo؛ زادهٔ ۲۶ ژوئیهٔ ۱۹۶۱) بازیکن فوتبال اهل ایتالیا است.
از باشگاه‌هایی که در آن بازی کرده‌است می‌توان به باشگاه فوتبال آ.ث. میلان و باشگاه فوتبال ناپولی اشاره کرد.